# Arancou
Arancou é uma comuna francesa na região administrativa da Nova Aquitânia, no departamento dos Pirenéus Atlânticos. Estende-se por uma área de 5,3 km². Em 2010 a comuna tinha 171 habitantes (densidade: 32,3 hab./km²).